# لیگ برتر والیبال مردان ایران ۱۳۷۶
لیگ برتر والیبال ایران ۱۳۷۶ نخستین دوره لیگ برتر والیبال ایران می‌باشد. این دوره از مسابقات لیگ برتر ایران با شرکت ۸ تیم در یک گروه و به صورت بازی‌های دوره‌ای رفت و برگشت برگزار شد. در این دوره از رقابت‌ها تیم پیکان تهران تنها یک‌بار در طول لیگ شکست خورد. شهرداری مشهد که در پایان در مکان هفتم جای گرفت، تنها شکست تیم پیکان را رقم زد. تیم ذوب‌آهن اصفهان هم که رقیب اصلی پیکان برای کسب عنوان قهرمانی به شمار می‌رفت در هر دو دیدار رفت و برگشت مغلوب این تیم شد (دیدار برگشت دو تیم یکی از زیباترین بازی‌های نخستین دوره لیگ برتر بود) تا در نهایت در جای دوم قرار گیرد. در پایان پیکان تهران به قهرمانی این دوره از رقابت‌های لیگ برتر رسید.

## جدول رده‌بندی
|      |                |          | بازی‌ها | بازی‌ها | بازی‌ها | ست‌ها | ست‌ها | ست‌ها    | صعود یا سقوط         |
| رتبه | تیم            | امتیازات | بازی   | برد    | باخت   | برد  | باخت | میانگین | صعود یا سقوط         |
| ---- | -------------- | -------- | ------ | ------ | ------ | ---- | ---- | ------- | -------------------- |
| ۱    | پیکان تهران    | ۲۷       | ۱۴     | ۱۳     | ۱      | ۴۱   | ۱۳   | ۳.۱۵۴   | صعود به جام صلح ۱۹۹۸ |
| ۲    | ذوب‌آهن اصفهان  | ۲۵       | ۱۴     | ۱۱     | ۳      | ۳۷   | ۱۵   | ۲.۴۶۷   |                      |
| ۳    | آبگینه قزوین   | ۲۲       | ۱۴     | ۸      | ۶      | ۳۰   | ۲۳   | ۱.۳۰۴   |                      |
| ۴    | پرسپولیس تهران | ۲۱       | ۱۴     | ۷      | ۷      | ۲۹   | ۲۳   | ۱.۲۶۱   |                      |
| ۵    | فجرسپاه آق‌قلا  | ۲۱       | ۱۴     | ۷      | ۷      | ۲۶   | ۳۰   | ۰.۷۶۸   |                      |
| ۶    | مقاومت ارومیه  | ۲۰       | ۱۴     | ۶      | ۸      | ۲۳   | ۲۹   | ۰.۷۹۳   |                      |
| ۷    | شهرداری مشهد   | ۱۶       | ۱۴     | ۲      | ۱۲     | ۱۴   | ۳۸   | ۰.۳۶۸   | سقوط به دسته اول     |
| ۸    | نیوپان گنبد    | ۱۵       | ۱۴     | ۲      | ۱۲     | ۱۲   | ۳۹   | ۰.۳۰۸   | سقوط به دسته اول     |

## رده‌بندی نهایی
| رتبه | تیم            |
| ---- | -------------- |
| 1    | پیکان تهران    |
| 2    | ذوب‌آهن اصفهان  |
| 3    | آبگینه قزوین   |
| ۴    | پرسپولیس تهران |
| ۵    | فجرسپاه آق‌قلا  |
| ۶    | مقاومت ارومیه  |
| ۷    | شهرداری مشهد   |
| ۸    | نیوپان گنبد    |

|  | راه‌یافته به جام صلح ۱۹۹۸ |

|  | راه‌یافته به دسته اول |

| قهرمان فصل ۱۳۷۶ لیگ برتر ایران |
| ------------------------------ |
| پیکان تهران دومین قهرمانی      |

|  |  |

### ترکیب تیم قهرمان
احمد لاهوتی (کاپیتان)، عظیم جزیده، محمدحسین نجاتی، سیدمهدی ابوترابی، امید کاظمی، هومن توکلی، بهنام محمودی، گئورگی ریاژنف، کیوان مجردی، محمد شعبان خمسه، حسین معدنی.
سرمربی: محمد حیدرخان
مربیان: حسین مهران‌پور، حسین حسینی، علی ستوده‌روان
سرپرست: مهدی دادرس